# Награда „Павле Марковић Адамов”
Награда „Павле Марковић Адамов” је књижевна награда која се додељује за књижевни опус и животно дело. Награда се додељује од 1988. у Сремским Карловцима. Од 1990. Награду додељује Културни центар „Карловачка уметничка радионица” и часопис Кровови.

## Историјат[1]
Награда је установљена 1988. на иницијативу Жарка Димића, књижевника, историчара и културног посленика из Сремских Карловаца. Оснивачи су били Савез социјалистичке омладине у Сремским Карловцима и тадашњи билтен за културу и уметност Кровови. Прве две године Награда је додељивана за изузетне успехе у развоју омладинске културе, прогресивност и занимљиве покушаје и акције у култури и медијима, као и за резултате у издаваштву и за књижевна дела. Од 1993. Награда се додељује за књижевни опус и животно дело, а такође ствараоцима и истраживачима за осветљавање личности и дела Павла Марковића Адамова. Награду од 1990. додељује Културни центар „Карловачка уметничка радионица” и часопис Кровови. Жири се бира на три године. Награда се састоји од плакете у бронзи са ликом Павла Марковића Адамова (рад академског вајара Ђорђа Лазића Ђапше из Сремских Карловаца), повеље и новчаног износа. Уручење Награде је, по правилу, сваке године у септембру, у Спомен библиотеци Карловачке гимназије.

## Добитници[2]
- 1988 — Рок састав Кербер
- 1989 — Борисав Бора Ђорђевић
- 1989 — Раде Шербеџија, за књигу песама Црноцрвено, Загреб, 1989.
- 1989 — Вујица Решин Туцић, за песнички опус.
- 1990 — Бранко Андрић Андрла, за поетски авангардизам.
- 1991 — Раша Ливада, за уређивање часописа Писмо.
- 1992 — Јован Зивлак, за песнички опус.
- 1992 — Бранко Кукић, за уређивање часописа Градац.
- 1993 — Петру Крду, за издаваштво у КОВ-у.
- 1993 — Јовица Аћин, за књигу Уништити после моје смрти, КОВ, 1993
- 1994 — Драган Колунџија, за песнички опус.
- 1994 — Гојко Тешић, за истраживачки рад у историји српске књижевности.
- 1995 — Зоран Ђерић, за књигу Ватрено крштење, Сремски Карловци 1995.
- 1995 — Мирољуб Тодоровић, за песнички опус.
- 1996 — Иван Гађански, за песнички опус.
- 1996 — Вида Огњеновић, за трилогију Отровно млеко маслачка, Кућа мртвих мириса, Стари сат.
- 1997 — Перо Зубац, за књижевни опус.
- 1998 — Дејан Медаковић, за животно дело.
- 1999 — Бошко Петровић, за животно дело.
- 2000 — Радомир В. Ивановић, за животно дело.
- 2001 — Богдан Косановић, за преводилаштво и истраживачки рад.
- 2002 — Милован Витезовић, за књижевни опус.
- 2003 — Душко Трифуновић, за књижевни опус.
- 2004 — Александар Тишма, за животно дело – постхумно.
- 2005 — Радован Поповић, за књижевни и истраживачки рад.
- 2005 — Драган Мраовић, за књижевни и преводилачки опус.
- 2005 — Даница Вујков, специјална награда за допринос очувању лика и дела Павла Марковића Адамова.
- 2007 — Раша Перић, за антологичарски рад и песнички опус.
- 2007 — Угљеша Рајчевић, за књижевни опус.
- 2008 — Ненад Грујичић, за песнички опус.
- 2008 — Жарко Димић, за књижевни рад и очување лика и дела Павла Марковића Адамова.
- 2009 — Срба Игњатовић, за песнички и књижевно-критичарски опус.
- 2009 — Јован Дунђин, за песнички опус.
- 2009 — Фрања Петриновић, за приповедачки опус.
- 2009 — Валериј Николајевич Казаков, за књижевни опус.
- 2010 — Љиљана Хабјановић Ђуровић, за књижевно дело.
- 2010 — Драшко Ређеп, за антологичарски рад.
- 2010 — Предраг Бјелошевић, за књигу прича У шетњи без главе, Бања Лука 2010.
- 2010 — Небојша Кузмановић, за допринос осветљавању српско-словачких културних веза.
- 2011 —
- 2012 —
- 2013 — Јелка Ређеп.
- 2014 —
- 2015 —
- 2016 —
- 2017 —
- 2018 —
- 2019 — Момир Лазић, за животно дело.[3]
- 2020 —
- 2021 — Ана Дудаш, за рад у стишком крају у подучавању деце православној вери и песништву.[4]